# Pedro Vázquez Llenín
Pedro Vázquez Llenín (Parres, 6 de agosto de 1996) es un deportista español que compite en piragüismo en la modalidad de aguas tranquilas.
Ganó dos medallas en el Campeonato Mundial de Piragüismo, en los años 2019 y 2023, y dos medallas en el Campeonato Europeo de Piragüismo, en los años 2022 y 2024.

## Palmarés internacional
| Campeonato Mundial | Campeonato Mundial   | Campeonato Mundial | Campeonato Mundial |
| Año                | Lugar                | Medalla            | Competición        |
| ------------------ | -------------------- | ------------------ | ------------------ |
| 2019               | Szeged (Hungría)     | Medalla de plata   | K2 500 m           |
| 2023               | Duisburgo (Alemania) | Medalla de oro     | K2 1000 m          |
| Campeonato Europeo |                      |                    |                    |
| Año                | Lugar                | Medalla            | Competición        |
| 2022               | Múnich (Alemania)    | Medalla de plata   | K4 1000 m          |
| 2024               | Szeged (Hungría)     | Medalla de bronce  | K4 1000 m          |